# Karamanoğlu Mehmed Bey

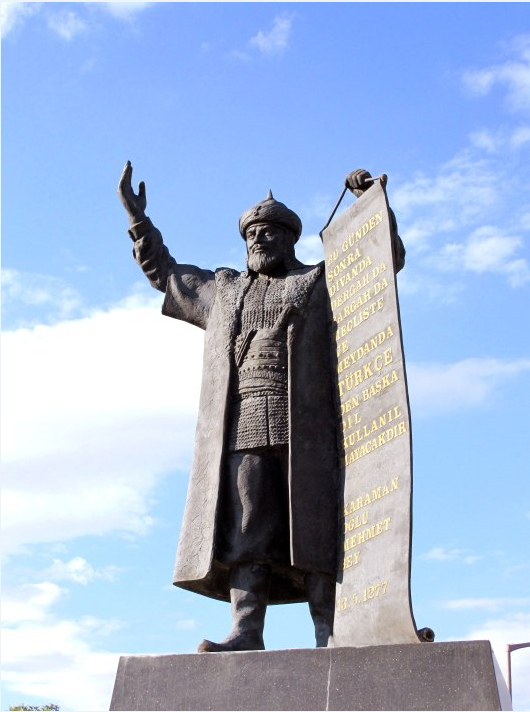
Estàtua de Şemseddin Mehmed Bey a Karaman.

Şemseddin I Mehmed Bey o Karamanoğlu Mehmet Bey fou beg (bey) de la dinastia dels karamànides. Era fill de Karaman Beg.
A la mort del seu pare el poder a Ermenek va passar al cadi Kuteni i després el seu fill Badr al-Din Ibrahim. El 1276 el beglerbegi Khatir Sharaf al-Din es va revoltar contra els mongols il-kànides, i va destituir a Badr al-Din i va nomenar al seu lloc a Shams al-Din Mehmed Beg; aquest va reunir les forces del Iç-Il (Iç-Ili) i va començar a atacar els mongols
Eliminat el rebel Khatir, Parvaneh (Parvana) va enviar a l'antic governador Badr al-Din contra Mehmed però aquest li va infligir una seriosa derrota a la vora del Göksu; les forces seljúcides sota el comandament del naib Amin al-Din Mikhail i els fills del visir seljúcida Sahib Ata Fakhr al-Din Ali ja no van poder obtenir cap victòria ni avantatge sobre els karamànides.
El 15 d'abril de 1277 el sultà mameluc Bàybars I va derrotar els il-kànides a la plana d'Elbistan i va ocupar Kayseri. Ali Beg, fill de Karaman, que estava com a ostatge a Kayseri, va rebre dels mamelucs alguns governs junt amb els seus germans Tanu, Mahmud, Zakariyya o Güneri. Mehmed, fort d'aquest fet, va fer aliança amb el príncep seljúcida Ala al-Din Siyavush anomenat pejorativament Djimri, fill de Izz al-Din Kaykaus II i inicialment es va dirigir amb tres mil soldats cap a Aksaray però llavors va canviar de ruta i es va dirigir a Konya que, mal defensada pel naib al-saltana, va poder ocupar el 14 de maig de 1277, i va proclamar sultà a Ala al-Din Siyavush; es va llegir la khutba en nom del nou sultà i es van encunyar monedes (de les que existeix un exemplar) i Mehmed va esdevenir el seu visir.
El visir seljúcida Sahib Ata Fakhr al-Din (mort el 1288/1289) es va retirar a Kara Hisar (Afyonkara Hisar) amb els tresors. Un dels primers edictes emesos establia el turc om a única llengua de la cort que fins llavors era predominantment persa.
Els fills del visir Sahib Ata Fakhr al-Din, els germans Tadj al-Din Husayn i Nusrat al-Din, que posseïen en feu seljúcida (des del 1271) Kutahya, Sandikli, Ghurghurum i [Ak Shehir] i més tard Ladik a la vora del Licos, i Khonas (antiga Chonae, moderna Honaz), es van dirigir a Konya al front d'un exèrcit important, i llavors es va dirigir a Ak Shehir emportant-se a Siyavush, i els va derrotar de manera decisiva; Sivir Hisar se li va entregar però Kara Hisar va presentar forta resistència i Mehmed va haver de retornar a Konya. Volia anar a combatre els mongols a Erzurum però no va poder reunir prou tropes.
El setembre de 1277 el kan Abaqa va enviar a Anatòlia a un fort exèrcit manat pel seu visir Xams-ad-Din Juwayní i altres generals mongols i quan Mehmed va saber que aquest exèrcit anava cap a Konya, es va retirar al Iç-Il (o Iç-Ili). L'exèrcit mongol va causar destruccions a territoris karamànides però en arribar l'hivern es va retirar al campament establert a Kaz Ova prop de Tokat, deixant a la zona un contingent sota comandant de Ghiyath al-Din Kaykhusraw III (sultà 1265-1284). El 1278 el sultà i el visir Fakhr al-Din Ali van avançar contra Mehmed; aquest va anar a inspeccionar una posició prop de Kurbagha Hisari i fou atacat sobtadament per un destacament de l'exèrcit mongol i va morir a causa de diverses fletxes, morint tanmateix en el mateix combat dos dels seus germans (Tanu i Zakariyya) i un cosí.
Davant aquest inesperat èxit el sultà i les forces mongoles van avançar ràpidament en direcció a la Mediterrània. Ala al-Din Siyavush que s'havia retirat cap a l'oest, va reunir forces en nombre considerable, però fou derrotat i mort (maig de 1277) pel contingent de Ghiyath al-Din Kay Khusraw. La direcció de la família la va agafar Güneri Beg o Güneri Bey, germà de Mehmed Beg.